# CMA CGM Corte Real
Le CMA CGM Corte Real est le 3e porte-conteneurs de la classe Christophe Colomb. Il appartient à la compagnie française CMA CGM.
Il est entré en service le 17 août 2010 à Ningbo. Il est utilisé sur le service FAL 1 (French Asia Line) qui relie l’Asie à l’Europe du Nord. Il a été construit aux chantiers sud-coréens Daewoo Shipbuilding and Marine Engineering (DSME). À la suite du Brexit, il passe sous pavillon maltais.